# サントリーパブリシティサービス
サントリーパブリシティサービス株式会社は、企業のPR施設や文化施設、公共施設の指定管理者制度による運営管理を行うサントリーホールディングスの完全子会社。

## 概要
サントリーによる企業広報活動は、1963年に同社が東京都府中市に開設した武蔵野ビール工場において同工場の広報業務を直営で手がけたのが始まりである。1981年の神戸ポートアイランド博覧会でのパビリオン「サントリー・ウォーターランド」の運営を経て、1983年にサントリー本体から独立して創業した。
独立後はサントリーの文化活動支援の実務面を担当する企業として、サントリーホールやサントリー美術館、サントリーミュージアム（閉館）の接客（ゲストリレーション）サービスを手がけるほか、サントリー主催の各種文化事業の企画運営を担当する。また、サントリーの各事業のコールセンターを担当するほか、グループへの人材派遣業も行っている。
近年ではサントリーホールなどの運営ノウハウを生かして各種公共施設の指定管理者制度による指定管理者受託も積極的に手がけており、1995年の島根県立美術館の運営受託（子会社のSPSしまねによる運営）を皮切りに、全国で指定管理を行っている。また、サントリー以外の企業広報施設の運営にも携わっている。

## 指定管理受託実績
- 施設管理運営受託
  - 島根県立美術館 - 子会社「SPSしまね」による受託
  - 横浜市神奈川区民文化センター
  - 江戸川区総合文化センター
  - 山口県民文化ホールいわくに
  - 鎌倉芸術館
  - 大阪市中央公会堂（2006年[7] - 2025年3月31日[8]）
  - 山梨県立美術館/山梨県立文学館/山梨県芸術の森公園 - 子会社「SPSやまなし」による一括受託
  - 岡崎市シビックセンター
  - 小金井市民交流センター
  - 山口県立美術館
  - 山口県立萩美術館・浦上記念館
- 顧客サービス業務受託
  - ミューザ川崎シンフォニーホール
  - 東京文化会館
  - 品川区立総合区民会館
  - 大阪市立男女共同参画センター中央館
  - 大阪市立総合生涯学習センター
- その他
  - 千代田図書館 - 広報業務受託
  - 大阪市立こども文化センター - 文化事業企画運営業務

## 運営参画施設（サントリー関連以外）
- D-roomプラザ館 夢（大和ハウス工業、栃木県真岡市）
- D-roomプラザ館（大和ハウス工業、奈良県奈良市）
- リニア・鉄道館（東海旅客鉄道、愛知県名古屋市）